# Glas Goggomobil

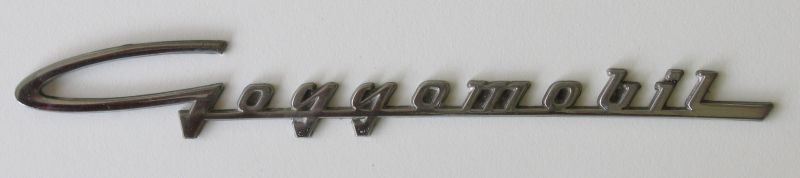
Inscription sur les ailes avant d'une Goggomobil T 250.

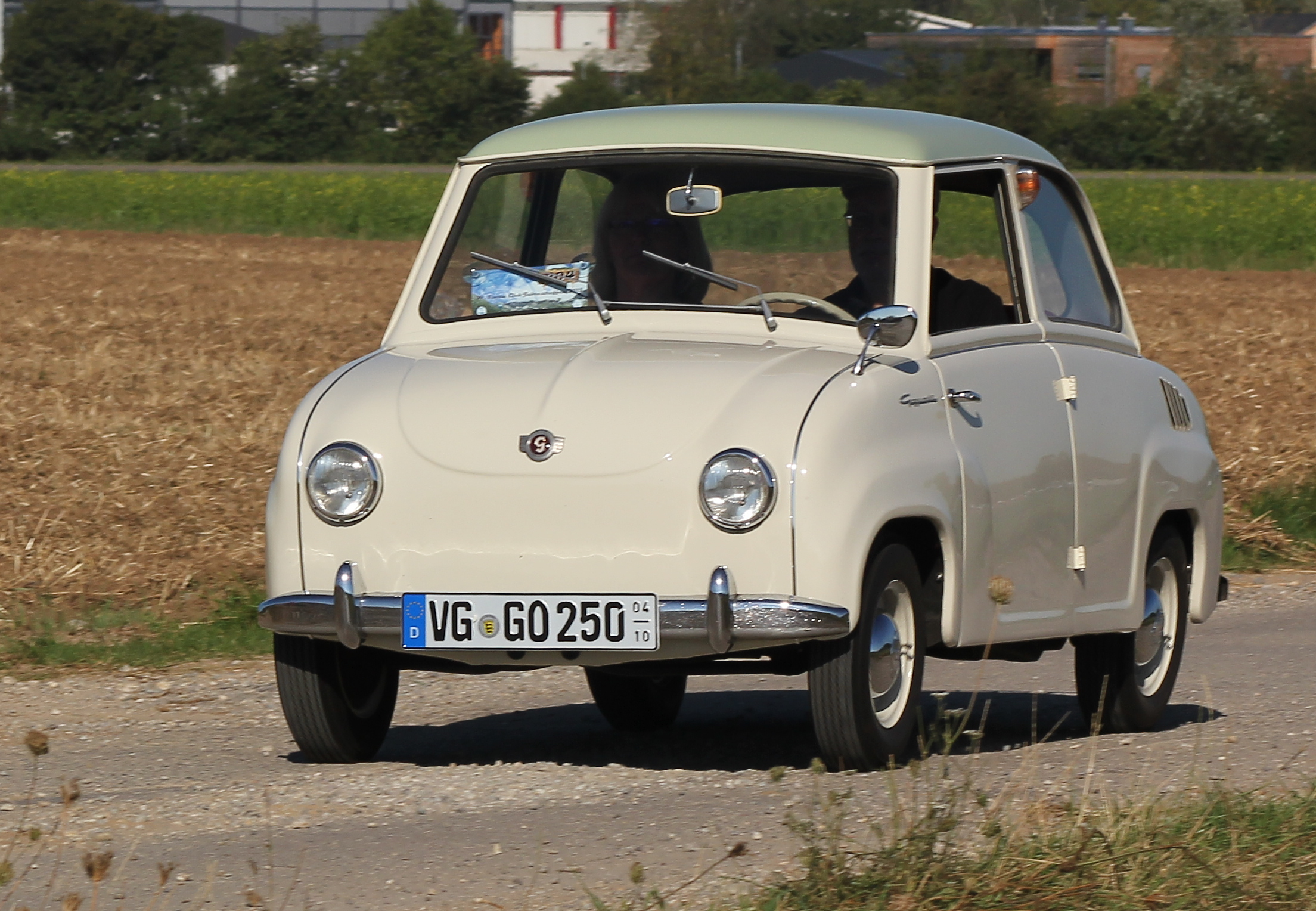
Goggomobil, version 1957 à 1963, couleur standard beige Sahara.

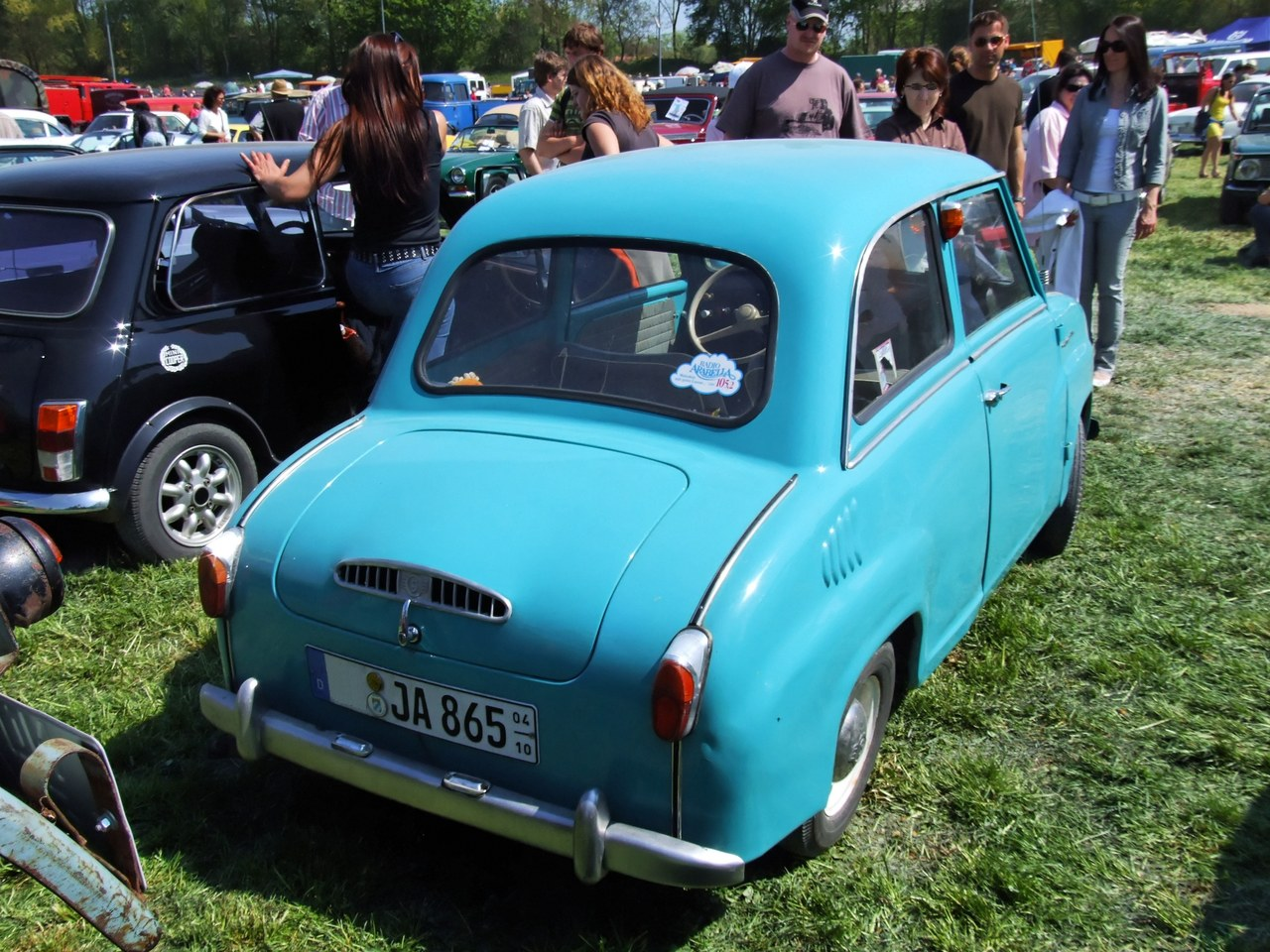
Goggomobil Limousine (1965).

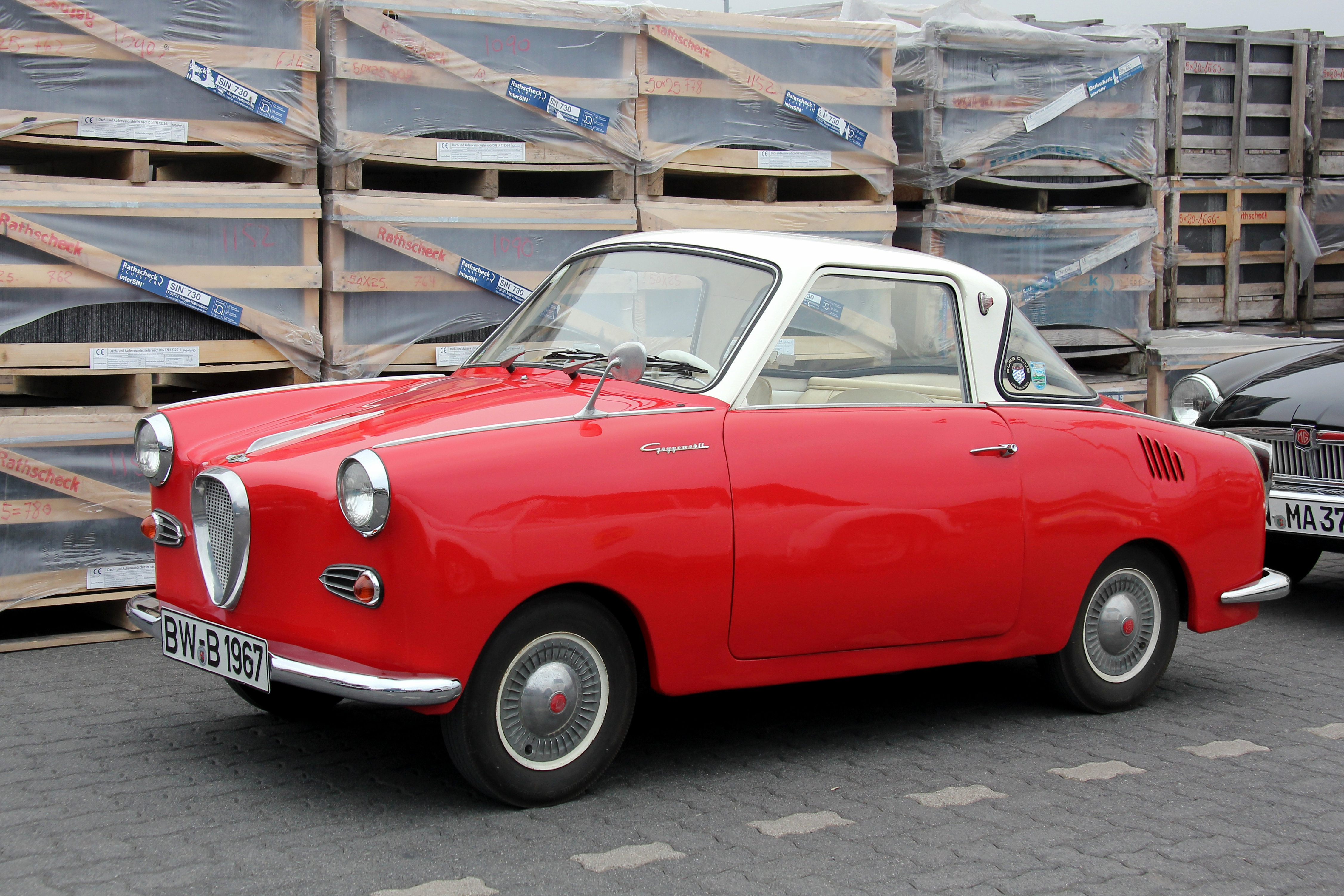
Goggomobil Coupé TS 250.

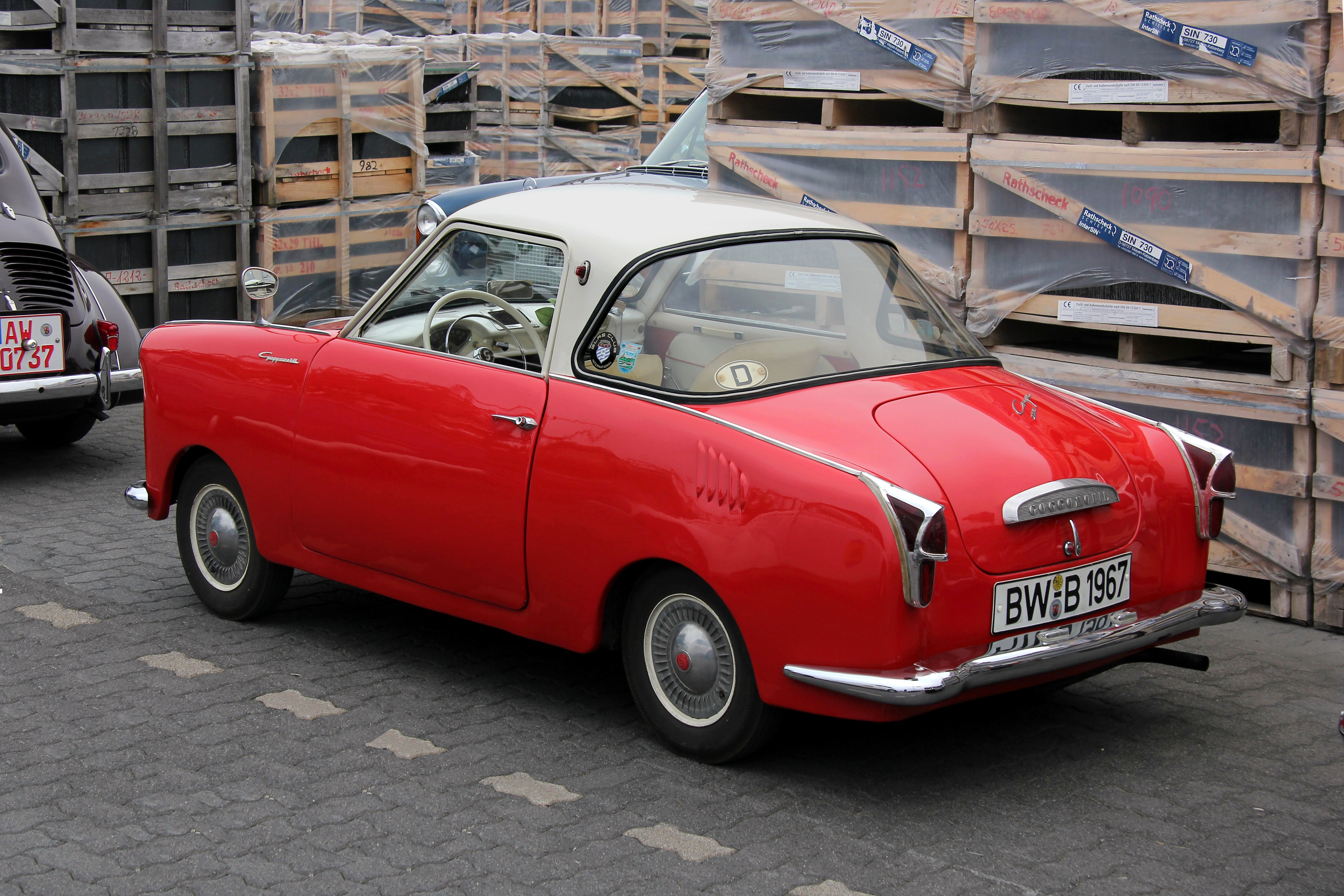
Goggomobil Coupé TS 250.

La Goggomobil (Goggo en abrégé) est une petite voiture produite par Hans Glas GmbH, à Dingolfing, en Bavière, fabriquée en différentes versions de 1955 à 1969. C'était la première automobile de ce constructeur.

## Origine du nom
« Goggo » était le surnom d'un des petits-fils de Hans Glas. Il est devenu le nom de marque d'un scooter construit de 1951 à 1956 et de la Goggomobil,.

## Modèles et noms
- « Limousine » : Goggomobil T
- Coupé : Goggomobil TS
- Commerciale : Goggomobil TL

## Historique
Le fabricant de machines agricoles Glas développa la Goggomobil dans les années 1950, dans un temps où les constructeurs de motos étaient confrontés à une crise, parce que les clients potentiels exigeaient de plus en plus « un toit au-dessus de leur tête ».
Les premiers véhicules de série sont sortis des chaînes de montage au début de 1955. Il s'agissait d'une petite berline à quatre places dont la carrosserie était calquée sur celle des automobiles conventionnelles. Selon la publicité,,,,,,, la Goggomobil offrait de l'espace pour quatre adultes, malgré une longueur intérieure d'environ 1,60 m entre les pédales et le dossier de la banquette arrière. La carrosserie à deux portes a été initialement conçue par Hans et Andreas Glas, en collaboration avec l'ancien concepteur d'avions Karl Dompert. La brochure publicitaire de 1954 disait : « Pour des raisons de commodité, l'entrée a été déplacée vers l'avant, car l'entrée latérale provoque des flexions inconfortables dans les petits véhicules. » Cependant, le projet a été abandonné quelques semaines avant le début de la production, au profit de deux portes latérales : l'idée serait venue du pilote automobile Schorsch Meier, qui était un ami de la famille Glas.
Le modèle original de la Goggomobil était une voiture minimale sans aucun confort. Ce n'est qu'en 1957 que sont apparus un deuxième essuie-glace et une manivelle au lieu de vitres coulissantes. La même année, en plus du moteur de 250 cm³, des moteurs de 300 et 400 cm³ étaient également disponibles. À partir de 1964, les deux portes sont à l'avant et ne sont plus fixées au montant central. Au départ, la voiture n'était disponible que dans la couleur « beige Sahara ». De 1957 à 1969, une variante coupé était également proposée sous le nom de TS, un biplace avec deux sièges de secours et une lunette arrière panoramique. Vers la fin de la période de production, le prix de la limousine était d'environ 3 600  DM, tandis que le coupé coûtait environ 4 000 DM.
Un cabriolet a également été créé sur la base du coupé, mais seuls neuf prototypes ont été construits. Les cabriolets ou roadsters qui apparaissent occasionnellement lors d'événements de voitures anciennes sont auto-construits.
Un modèle T 200 avec un moteur plus petit de 9,9 ch a été présenté à l' IFMA en 1956, mais il n'a pas été produit en série.
Entre 1957 et 1965, Glas a construit le modèle TL, un petit fourgon dérivé du Goggomobil, avec deux portes coulissantes et un hayon, disponible en espace de chargement fermé ou ouvert comme un petit pick-up,. La production totale s'élève à 3 665 exemplaires. La Deutsche Bundespost a acheté une grande partie de la production (environ 2000 véhicules).

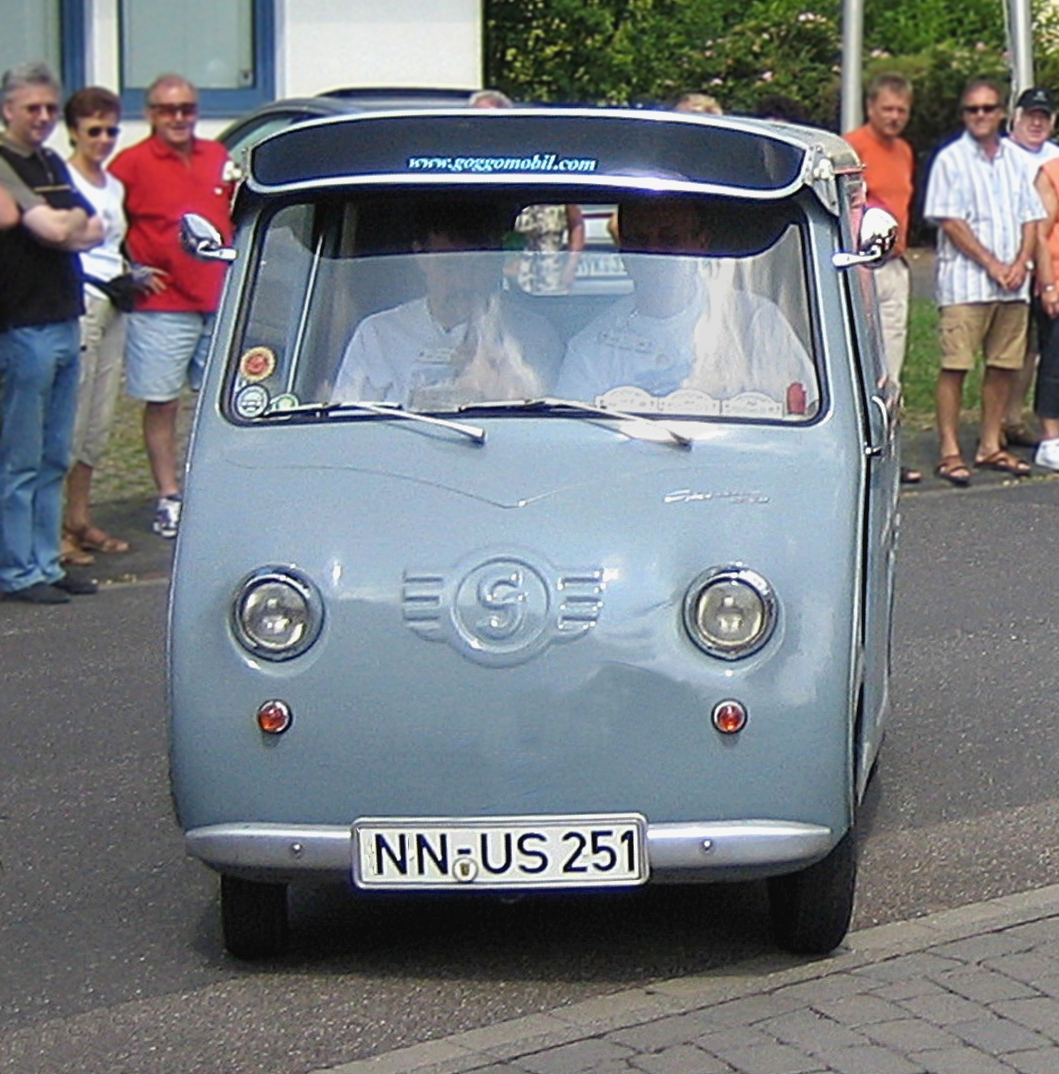
Goggomobil TL.
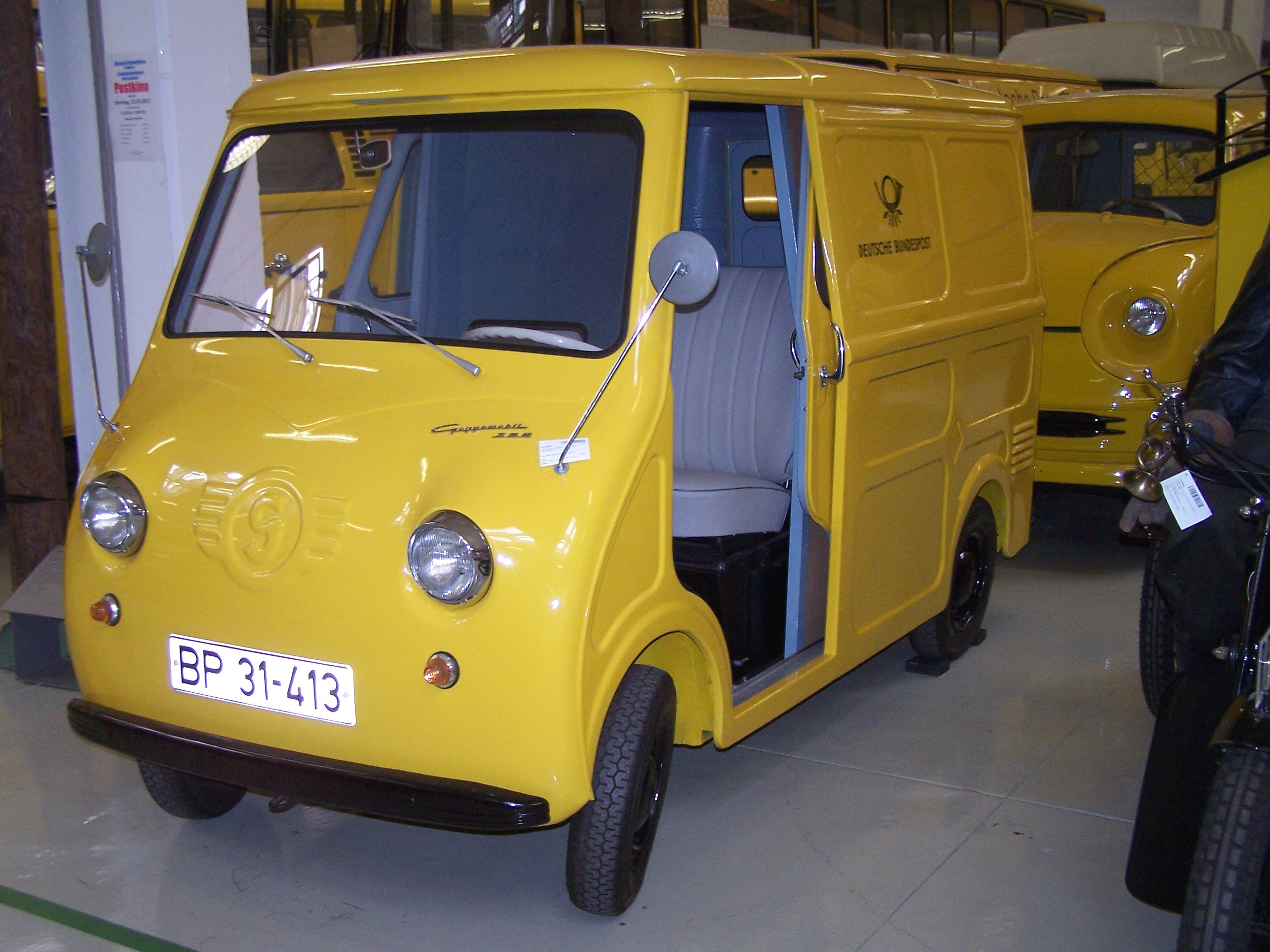
Goggomobil TL de la Poste fédérale allemande, en dépôt au musée de la Communication, à Francfort-sur-le-Main.
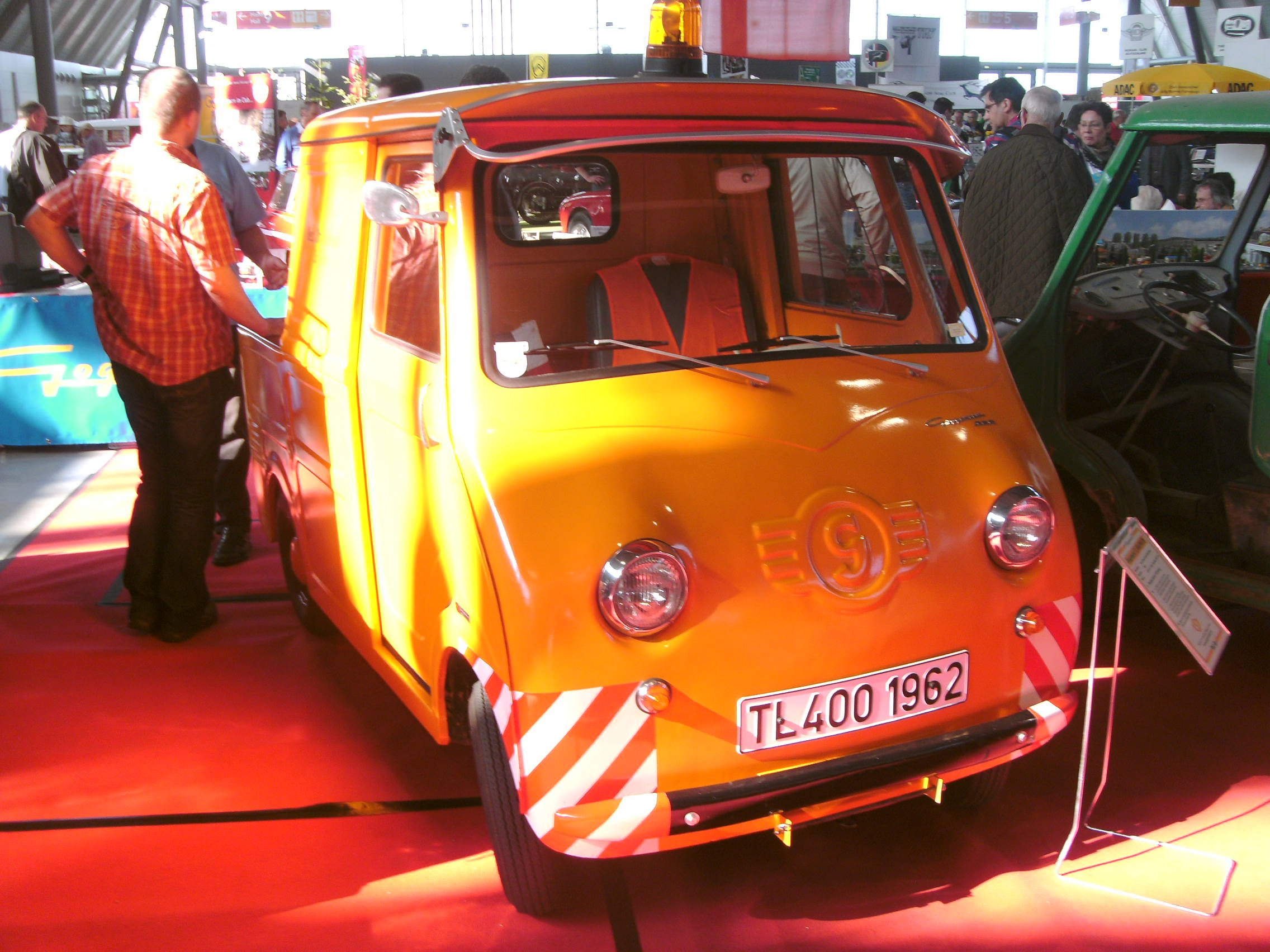
Goggomobil TL400 Pick-up (1962, 18,5 ch)

De 1955 à 1961, la Goggomobil a également été vendue aux États-Unis, via Continental Car Combine, pour des prix variant de 995 à 1 495 USD. La TS s'appelait De Ville Coupé et, en 1961/62, le cabriolet était également officiellement inclus dans la liste de prix, mais n'a jamais été réellement livré. La version Transporter (commerciale) était également proposée. Vers 1958, des rumeurs circulaient, selon lesquelles Studebaker voulait construire des Goggomobil sous licence, mais ces projets ne se sont pas concrétisés. Le nombre total vendu en Amérique du Nord n'est pas connu : 539 exemplaires de Goggomobil furent vendus aux USA en 1958, et 579 l'année suivante.
Le 30 juin 1969, deux ans et six mois après la reprise de Hans Glas GmbH par BMW (à compter du 10 novembre 1966), la production des Goggomobil a pris fin. Au total, le véhicule, qui coûtait à la fin 4 030 DM, a été construit 284 491 en exemplaires, dont 214 313 limousines, 66 511 coupés et 3 667 fourgons.